# Chrysopogon pallidus
Chrysopogon pallidus là một loài thực vật có hoa trong họ Hòa thảo. Loài này được (R.Br.) Trin. ex Steud. mô tả khoa học đầu tiên năm 1840.